# 김좌명
김좌명(金佐明, 1616년 ~ 1671년)은 조선후기의 문신, 서예가이다. 자는 일정(一正), 호는 귀계(歸溪)·귀천(歸川), 시호는 충숙(忠肅)이다.

## 이력
그의 본관은 청풍으로, 자는 일정(一正), 호는 귀계(歸溪) 또는 귀천(歸川)이다. 인조 때, 문과에 급제하여 수찬, 부수찬, 검토관, 교리, 시독관, 겸문학, 문사낭청, 사간, 응교, 집의 등을 지냈고 뒤에 좌승지, 대사간, 대사성,우승지, 도승지, 이조참판, 부제학, 대사헌, 형조참판, 경기도관찰사, 공조참판, 예조참판, 동지의금부사와 병조판서를 지냈다. 아버지 김육의 생전에 호남 지방에 실시하게 한 대동법의 시행에 애로가 있음을 한탄하고 아버지의 유지를 펴기 위해 호남관찰사로 임명해줄 것을 간청했으나 뜻을 이루지 못하였다. 척신임에도 혜택을 받지 않고 공정하게 일을 처리하여 명망이 높았다.
두 번 과거에 급제하였다. 1662년(현종 3) 공조판서ㆍ예조판서ㆍ호조판서 • 형조판서·이조판서를 역임, 같은 해 병조판서 겸 수어사(守禦使)가 되어 병기ㆍ군량을 충실히 하고 군사훈련을 엄격히 하였으며, 부정부패에는 성역없이 모두 일소하여 서리들이 그를 두려워하였다. 그리고 좌참찬, 지의금부사, 판의금부사를 역임했다. 호조판서 때에는 서리들의 부정이 줄고, 국비를 덜어 재정을 윤활하게 하였다. 서예에도 일가견이 있어 필치에 힘이 넘쳤다. 명성왕후의 백부이고 김석주의 아버지이다.

## 생애

### 생애 초기
기묘사화 때 사형된 김식의 후손으로, 증조부는 김비(金力)이고 할아버지는 참봉 김흥우(金興宇)이고, 아버지는 의정부영의정을 지낸 김육(金堉)이며, 어머니는 윤급(尹汲)의 딸이다. 대동법 시행과 민생 구휼 등의 제안을 하던 아버지 김육으로부터 사상적인 감화와 영향을 받았다.

### 관료 생활
인조 때 1633년(인조 11) 사마시를 거쳐, 1644년 별시 문과에 병과로 급제하여 승문원에 사국(史局)으로 등용된 뒤, 승문원박사·시강원 설서(說書) 등을 지내고 홍문관에 전임되었다. 이후 삼사의 요직을 지내다가 1646년 병조좌랑이 되옸다. 병조좌랑으로 두 번째 재직 중 문과 중시(重試)에 응시하여 병과로 급제, 1648년 홍문관수찬으로 재직 중 1648년 안변(安邊)으로 귀양갔다. 1649년 풀려나 한성으로 되돌아왔고 이조좌랑이 되었다가 중시에 급제한 일로 당상관으로 승진하여 대사헌이 되고, 이후 경기도관찰사, 승정원도승지, 이조참판 등을 역임하였다.
그 뒤 대사헌과 병조판서를 지냈다. 아버지 김육의 건의에 따라 효종이 호남 연해와 산골까지 대동법을 실시하려 하자 자진하여 그 책임자로 나섰고, 현종 때 군율을 바로잡아서 수어사를 겸하게 되었다. 호조판서 때에는 서리들의 부정이 줄고, 국비를 덜어 재정을 윤활하게 하였다. 그러나 여러 관직을 겸임하여 밤낮을 가리지 않고 일을 한 끝에 과로로 사망하였다.
현종 즉위 초에 공조참판에 임명되었으나 스스로 극력 사양하였다. 대신 이 때 전라도 관찰사로 부임하기를 자원하였는데, 아버지가 생전에 호남 지방에 실시하게 한 대동법의 시행에 애로가 있음을 한탄하고 아버지의 유지를 펴기 위해 호남관찰사로 임명해줄 것을 간청했으나 뜻을 이루지 못하였다. 1662년(현종 3) 공조판서를 거쳐서 그해 예조판서가 되었다. 예조판서를 역임할 때, 현종 즉위 초에 좌참찬 송시열(宋時烈)의 제안으로 실시되던 전라도 산군(山郡)의 대동법이 중단된 것을 재차 주창, 시행하게 하였다. 그리고 아버지의 대동법을 시행하고 관련 서적을 만들라는 유언에 따라 ≪전라도대동사목 全羅道大同事目≫을 전라감사 서필원(徐必遠)과 함께 주관, 강정(講定, 강론해 정함)하여 1663년 발표하였다. 그 밖에 아버지 김육의 치적인 인쇄 사업 역시 이어받아 아들 김석주 등에게 전수하였다.

### 서인과의 갈등과 예송
그는 조정에 출사할 때에 번번이 당론(黨論)이 나라를 망치게 될 것이라고 극구 말하였다. 이 점은 서인 일부 당론파들에게 공격의 빌미를 제공하였다. 또한 제1차 예송 논쟁 당시 서인을 편들지 않고 중립적인 위치에 섰다가 남인의 손을 들어주었는데, 이점 역시 산당과의 관계악화로 이어졌다. 1차 예송 논쟁에 참관한 그는 윤선도(尹善道)와 허목의 말(3년상 주장)이 옳다고 하였는데 이 때문에 당시 서인 측에 의해 크게 미움을 받았다. 그러나 당론에 어긋나는 자신의 의를 굽힌 적이 없었다.
그밖에 아버지의 상을 당하여 수선 묘도(隨羨墓道)의 제도를 썼으므로 대관 민유중(閔維重)에게 탄핵을 받았다.

### 생애 후반
현종 때 수어사(守禦使)를 겸하게 되자 군율(軍律)을 바로잡고, 병기(兵器)를 준비하는 데 공을 세웠으며, 한때 탁지(度支)를 맡아 재정을 원활하게 하였다. 한때 호조판서가 되어 크게 국비를 덜어 재정을 윤활하게 하였다. 사람됨이 총명하고 재주가 많았으며 용모가 단정하였다. 호조판서가 되자 서리(胥吏)들의 부정부패, 비리를 규찰하여 일제히 단속하고 한치의 빈틈이나 예외가 없이 처리하여 부정부패가 줄어들었다. 1668년 병조판서 겸 수어사가 되어 노량의 대열병(大閱兵)을 시행해 흩어진 군율을 바로잡았고, 병기·군량을 충실히 하였다. 병조판서로 재직 중에는 무사가 존경으로 따를 정도로 군율이 엄격하고 공정했으며, 모든 업무에 과단성이 있고 공정하였다. 현종의 비인 명성왕후(明聖王后)의 큰아버지인데도 외척을 요직에 중용하면 안된다는 비방과는 관계 없이 조정에서는 그를 믿고 신임, 중용하였다. 이후 이조판서, 예조판서, 공조판서, 좌참찬, 지의금부사, 판의금부사 등을 역임했다.
그의 동생 김우명(金佑明)이 척족으로 정계에 나서면서 권력을 잡았을 때에 서인(西人)이 낙당(洛黨)과 한당(漢黨)으로 나뉘었으며, 아버지 묘의 수도사(隧道事)가 당쟁의 논란이 되었을 때도 별로 개입하지 않아 논란에 휘말리지 않았는데 이때문에 명망을 얻었다. 글씨에 능했고, 도연명체를 본받아 필법에 있어 글씨의 획이 굵고 힘이 넘쳤다. 저서로 ≪귀계유고≫가 있다. 글씨로는 고성의 유점사춘파당대사비(楡岾寺春坡堂大師碑), 안동의 권태사묘비(權太師廟碑), 양주의 김식비(金湜碑)가 있으며, 그 밖에 김육비(金堉碑)·이수일비(李守一碑)·김장생묘표(金長生墓表) 등이 있다.

### 사후
사후 대광보국숭록대부 의정부영의정에 추증되고, 청릉부원군(淸陵府院君)에 추봉되었다. 현종 묘정(廟庭)에 종사되었다. 시호는 충숙(忠肅)이다.
대례(大禮)가 정해진 뒤에 그가 삼년설(三年說)을 주장하였기 때문에 현종(顯宗)의 묘정(廟庭)에 배향되었다.

## 저서 및 작품
- 《귀계유고(歸溪遺稿)》
- 《유점사 춘파당대사비(楡岾寺春坡堂大師碑:高城)》
- 《영상 김육비(領相金堉碑)》
- 《충주 이수일 신도비(忠州 李守一 神道碑)》
- 《사계김장생묘표(沙溪金長生墓表)》
- 《대사성 김식비(大司成金湜碑:楊州)》

## 가족관계
- 아버지 : 김육(金堉, 1580 ~ 1658)
- 어머니 : 파평 윤씨 - 진사 윤급(尹汲)의 딸
  - 남동생 : 청풍부원군(淸風府院君) 김우명(金佑明, 1619 ~ 1675)
  - 여동생 : 황도명(黃道明)의 처
- 장인 : 신익성(申翊聖, 1588 ~ 1644)
- 장모 : 정숙옹주(貞淑翁主, 1587 ~ 1627)
  - 부인 : 신지강(申止康, 1617 ~ 1667)
    - 딸 : 김계희(金啓喜, 1632 ~ ?)
    - 사위 : 임천 조씨 조현기(趙顯期, 1634 ~ 1685) 
      - 외손녀 : 조만월(趙滿月, 1648 ~ ?)
      - 외손녀 : 조계만(趙季滿, 1654 ~ ?)
      - 외손녀 : 조소만(趙小滿, 1656 ~ ?)
      - 외손자 : 조정위(趙正緯, 1659 ~ 1703)
      - 외손자 : 조정신(趙正紳, 1660 ~ ?)
      - 외손녀 : 조금만(趙今滿, 1661 ~ ?)
      - 외손자 : 조정서(趙正緖, 1664 ~ ?)
      - 외손자 : 조정강(趙正綱, 1666 ~ ?)
      - 외손녀 : 조혜만(趙惠滿, 1667 ~ ?)
      - 외손자 : 조정경(趙正經, 1669 ~ ?)
      - 외손녀 : 조효만(趙孝滿, 1673 ~ ?)
      - 외손자 : 조준석(趙俊碩, 1676 ~ ?)
      - 외손녀 : 조필만(趙畢滿, 1678 ~ ?)

    - 아들 : 청성부원군(淸城府院君) 김석주(金錫胄, 1634 ~ 1684)
    - 며느리 : 이수강(李壽康, 1634 ~ ?) - 완남위원군(完南尉院君) 좌의정(左議政) 이후원(李厚源)의 장녀
    - 며느리 : 창원 황씨 - 황일호(黃一皓)의 딸 
      - 손자 : 김도연(金道淵, 1664 ~ ?)

## 평가와 비판
성질이 거만하고 자신의 의견대로 하였으며 귀공자의 버릇을 털어버리지 못하였으므로 사람들이 이를 단점으로 여겼다.
사람됨이 총명하고 재주가 많으며 모습이 아름다웠다. 사람됨이 총명하고 재능이 많았으며 용의(容儀)가 아름다웠다. 어려서 과거에 급제하였고 이어서 중시(重試)에 발탁되었으며, 집에 있을 때에는 행실이 훌륭하였고 직무에 종사할 때에는 부지런하였다.
사람됨이 분명하고 빈틈이 없어서, 전후로 호조 판서와 병조 판서를 지내면서 직무를 잘 수행하였다. 그러나 지나치게 간소하고 고집스러워 논의가 편협하여 사류와 서로 의견이 맞지 않았다. 그리고 사치스러운 습성을 벗어버리지 못하였다는 비판도 있다.

## 같이 보기
- 예송 논쟁
- 문묘 종사
- 기년복
- 송시열
- 송준길
- 허목
- 허적
- 윤휴
- 김우명
- 김석주

## 저서
- 《영상 김 육의 비》
- 《사계 김장생의 비》